# Roisey
Roisey és un municipi francès situat al departament del Loira i a la regió d'Alvèrnia-Roine-Alps. L'any 2007 tenia 850 habitants.

## Demografia

### Població
El 2007 la població de fet de Roisey era de 850 persones. Hi havia 317 famílies de les quals 74 eren unipersonals (47 homes vivint sols i 27 dones vivint soles), 106 parelles sense fills, 129 parelles amb fills i 8 famílies monoparentals amb fills.
La població ha evolucionat segons el següent gràfic:
Habitants censats

### Habitatges
El 2007 hi havia 420 habitatges, 336 eren l'habitatge principal de la família, 66 eren segones residències i 18 estaven desocupats. 393 eren cases i 25 eren apartaments. Dels 336 habitatges principals, 282 estaven ocupats pels seus propietaris, 49 estaven llogats i ocupats pels llogaters i 6 estaven cedits a títol gratuït; 3 tenien una cambra, 20 en tenien dues, 42 en tenien tres, 96 en tenien quatre i 176 en tenien cinc o més. 267 habitatges disposaven pel capbaix d'una plaça de pàrquing. A 128 habitatges hi havia un automòbil i a 191 n'hi havia dos o més.

### Piràmide de població
La piràmide de població per edats i sexe el 2009 era:
| Homes | Edats   | Dones |
| ----- | ------- | ----- |
| 0     | 95 o +  | 0     |
| 4     | 90 a 94 | 0     |
| 4     | 85 a 89 | 0     |
| 8     | 80 a 84 | 12    |
| 8     | 75 a 79 | 12    |
| 16    | 70 a 74 | 24    |
| 20    | 65 a 69 | 20    |
| 24    | 60 a 64 | 4     |
| 12    | 55 a 59 | 16    |
| 40    | 50 a 54 | 32    |
| 24    | 45 a 49 | 16    |
| 40    | 40 a 44 | 28    |
| 40    | 35 a 39 | 20    |
| 16    | 30 a 34 | 28    |
| 24    | 25 a 29 | 8     |
| 12    | 20 a 24 | 12    |
| 12    | 15 a 19 | 8     |
| 16    | 10 a 14 | 8     |
| 32    | 5 a 9   | 20    |
| 24    | 0 a 4   | 16    |

## Economia
El 2007 la població en edat de treballar era de 536 persones, 385 eren actives i 151 eren inactives. De les 385 persones actives 364 estaven ocupades (193 homes i 171 dones) i 21 estaven aturades (6 homes i 15 dones). De les 151 persones inactives 67 estaven jubilades, 43 estaven estudiant i 41 estaven classificades com a «altres inactius».

### Ingressos
El 2009 a Roisey hi havia 347 unitats fiscals que integraven 870 persones, la mediana anual d'ingressos fiscals per persona era de 18.550 €.

### Activitats econòmiques
Dels 31 establiments que hi havia el 2007, 1 era d'una empresa extractiva, 4 d'empreses de fabricació d'altres productes industrials, 7 d'empreses de construcció, 3 d'empreses de comerç i reparació d'automòbils, 1 d'una empresa de transport, 1 d'una empresa d'hostatgeria i restauració, 3 d'empreses d'informació i comunicació, 1 d'una empresa immobiliària, 6 d'empreses de serveis, 2 d'entitats de l'administració pública i 2 d'empreses classificades com a «altres activitats de serveis».
Dels 13 establiments de servei als particulars que hi havia el 2009, 1 era un taller de reparació d'automòbils i de material agrícola, 2 paletes, 1 guixaire pintor, 2 fusteries, 4 electricistes, 1 perruqueria, 1 restaurant i 1 agència immobiliària.
L'any 2000 a Roisey hi havia 25 explotacions agrícoles que ocupaven un total de 261 hectàrees.

## Equipaments sanitaris i escolars
El 2009 hi havia una escola elemental.

## Poblacions més properes
El següent diagrama mostra les poblacions més properes.